# 강기갑
강기갑(姜基甲, 1951년 6월 7일~)은 대한민국의 농민 운동가 출신 언론인, 정치인이었던 농부이다. 제17대, 제18대 민주노동당 국회의원으로, 민주노동당과 통합진보당에서 활동하던 대한민국의 대표적 진보 정치인이다. 한복과 두루마기, 고무신, 턱수염으로 유명하였다.
전국농민회 부회장 등을 역임했으며 한미 FTA 반대 운동에 참여하였다. 1989년에는 서울에서 우루과이 라운드 반대 집회에 참여하던 중 농촌 총각 문제를 접하고 노총각 결혼 구제사업을 주도하여 화제가 되었다. 한때 한겨레신문의 지국장으로도 일했고, 농협의 이사와 감사를 지냈다. 정계 입문 후에는 2008년 12월에는 FTA 관련 날치기 통과에 항의하여 대한민국 국회 부의장실에 들어가 항의하는 과정에서 촬영된 스틸 사진이 화제가 되기도 했다. 한때 1988년 한겨레신문사 사천군지국장을 지냈다. 정계 은퇴 후 다시 농부로 복귀하였다. 천주교 세례명은 로베르토이다.

## 생애

### 젊은 시절
강기갑은 1953년 6월 7일 경상남도 사천군 사천면 장전2리에서 강진규(姜振圭, ? - 2005년 7월 17일)의 셋째 아들로 태어났다. 위로는 형 기인, 기성이 있고 동생은 기학이다. 또한 누이 강일남, 숙남, 정남, 기연 등 4명의 누이가 있다. 39살에 14년 연하인 박영옥과 결혼하여 3남 1녀를 두었다.
사천군 사동국민학교(사동초등학교) 다닐 당시 그는 골목대장이었다고 한다. 한때 정학처분을 받기도 했으나 달변과 기지를 발휘해 정학 위기를 모면하기도 했다. 사동국민학교를 졸업한 뒤 사천중학교로 진학했고, 중학교 당시에는 비교적 조용한 학생이었다고 한다. 1968년 사천중학교를 졸업한 뒤에는 사천농업고등학교로 진학했다.

### 농민단체 활동

#### 농업, 농민단체 활동 초반
1971년 사천농업고등학교를 졸업한 뒤 젖소, 과수 농사 등 농업에 종사하였다. 농사를 짓기 시작한 지 얼마 뒤 허리를 다쳐 2년 정도 쉬었으나 집안에서 돈이 안되니 다른 일을 주선해 주었다. 그러나 다른 일을 해보라는 유혹을 뿌리치고 다시 농업에 종사하였다. 한때 1988년 한겨레신문사에 입사하여 기자가 되고, 한겨레신문사 사천군 지국장을 지내기도 했다.
1976년 한국 가톨릭농민회에 입회, 가톨릭농민회에서 활동했고, 그는 이 때부터 농사일과 농민운동을 병행하기 시작한다. 1980년 전두환 정권이 들어서면서 농민운동에 대한 탄압이 심해졌고, 정권의 박해를 받기도 했다. 이 때 많은 사람들이 농민운동을 그만두고 떠난다. 농민들과 농촌, 떠난 동료들에 대한 실망과 좌절에 빠진 강기갑은 이 때 "농민들이 너무 미워지는데 그런 마음으로는 도저히 운동을 할 수 없어서" 수도원에 들어가 수사가 되었다. 그러나 1987년 수도원에서 강기갑은 농촌에 대한 감정의 앙금을 지우고 다시 농촌으로 돌아온다.
1988년 가톨릭농민회 경남사천군 협의회장, 1987년부터 1991년까지는 한국 가톨릭농민회 경상남도 연합회장을 지내기도 했다. 1989년부터 1991년 전국농촌총각결혼대책위원회 위원장을 지냈다. 1990년 사천군농민회 결성에 참여하였고, 1996년 사천시 농민회장이 되었다. 한때 전국농민회총연맹 부회장을 지냈다.

#### 전국농민회와 농협 활동
1991년 우루과이 라운드 수입개방이 결정되자 많은 농민들이 상경투쟁을 벌였는데 이때 강기갑은 서울에서 시위를 주도하다가 끌려갔다. 경찰서 유치장에서 그는 새로운 사실을 깨닫는다. 유치장에서 각 지역 농민운동가들과 수인사를 하던 도중 서른 중반을 넘긴 많은 청년 농민들이 많다는 사실을 알게 된 강기갑은 그 길로 바로 '농촌총각 결혼대책위원회'를 조직하고 자신이 대책위원장으로 취임한다. 많은 농촌총각들과 농민들이 그의 결혼대책위를 찾아왔고 농촌총각들의 결혼문제를 주선하여 약 130여 쌍이 맺어져서 화제가 되었다.
1998년 전국농민회총연맹의 대의원이 되고, 1998년부터 1999년 전국농민회총연맹 경상남도연맹 부의장으로 선출되었으며, 1999년에는 전국농민회총연맹 본부 부의장에 선출되었다. 2000년 전국농민회총연맹 경상남도연맹 의장에 선출되고, 전국농민회총연맹 본부 협동조합개혁위원장이 되었다. 2001년 사천농협 이사가 되고, 그해 사천농협 감사가 되었다가 2003년 사천농협 감사직을 사퇴하였다. 2004년 전국농민회총연맹(전농) 부의장이 되고, 그 해 가톨릭농민회 감사에도 선임되었다.
2007년 FTA에 대한 결사적인 비준 저지 투쟁 끝에 그는 민주노동당에 입당, 정계에 입문한다.

### 정치 활동

#### 정계 입문 초기
농민운동가 출신으로 정계에 입문, 제17대 국회의원 총선거에서 민주노동당 소속 농민 비례대표 국회의원으로 원내에 입성하였는데, 특히 농민 출신으로 항상 수염을 기른 외모에 두루마기에 고무신을 신는 독특한 의상으로 눈길을 끌었다. 2004년 7월 국회 농림해양수산위원회 위원이 되고, 7월 국회 윤리위원회 위원에도 선출되어 겸임하였다.
2008년 5월 제18대 국회의원 총선거 경남 사천시에 출마하여 한나라당의 사무총장이자 이명박 대통령의 측근인 이방호와 대결하였는데, 그동안의 여론조사는 물론이고 투표 당일 TV 출구조사에서도 큰 표차로 패배하는 것으로 나타났지만 실제로는 178표차로 제치고 당선되어 전국적인 화제를 끌었다.
한나라당의 전통적인 텃밭인 사천에서 강기갑이 승리한 데 대해서는 여러 이유가 있다. 우선 사천시의 경우 1995년에 삼천포시와 사천군이 통합하면서 형성된 지역인데, 이방호는 옛 삼천포시 출신이고 강기갑은 옛 사천군 출신이었다. 게다가 그동안 옛 사천군 출신의 국회의원이 나오지 않은 탓에, 옛 사천군 지역에서 강기갑에게 몰표 현상이 나타났다.
또한, 농민 출신 후보에 대한 농촌 지역 주민들의 호감이 있었다. 이러한 복합적인 요인 때문에 결과적으로는 박빙의 차로 강기갑이 승리하는 이변을 연출한 것이다. 2008년 5월 민주노동당 원내대표에 당선되었다.

#### 미국산 쇠고기 논란과 촛불 시위 참여

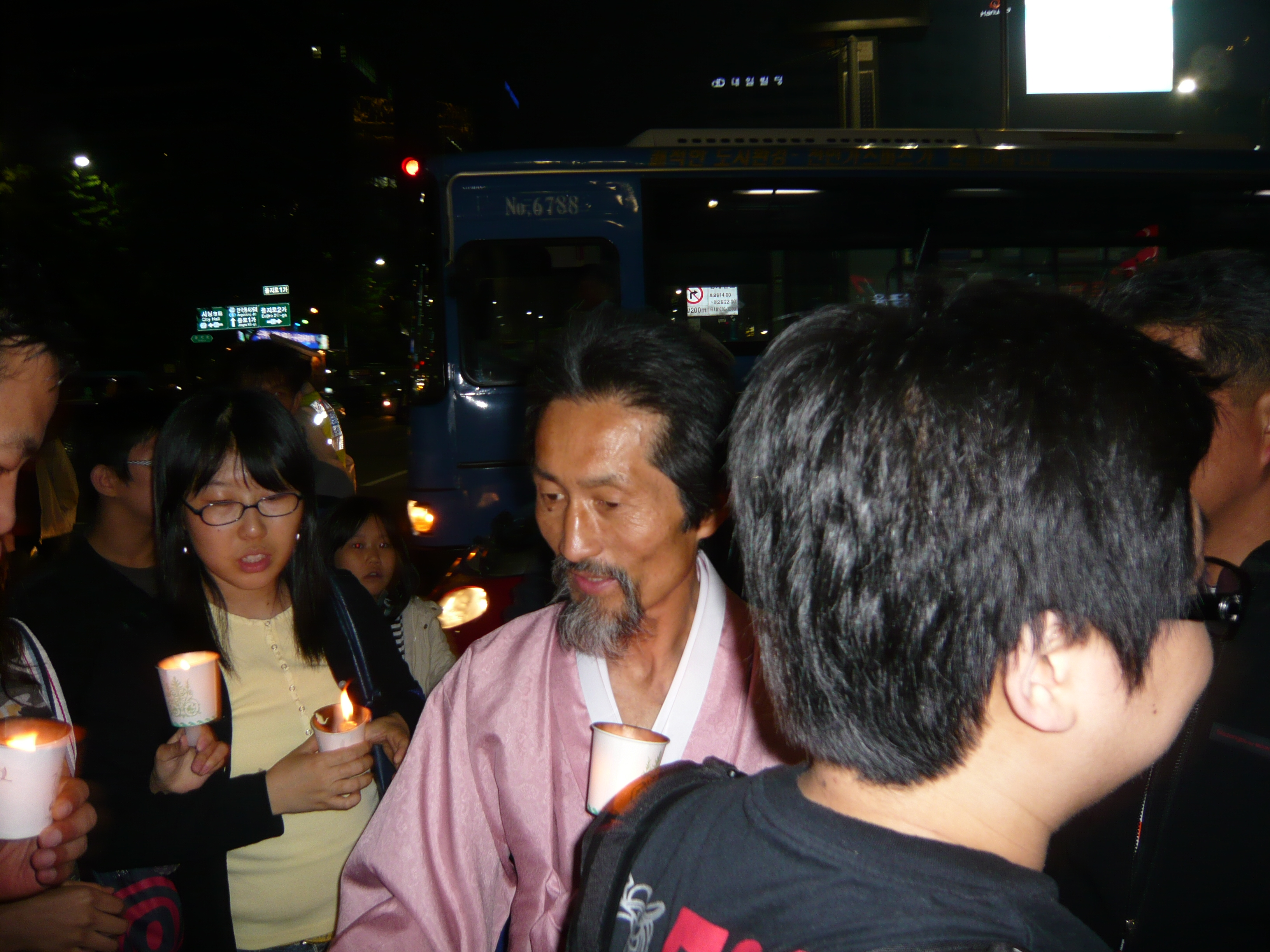
2008년 촛불 시위 당시

2008년 이명박 정부와 한나라당은 재협상 FTA추진을 단독으로 강행하였고, 강기갑은 김영선 PD가 진행하는 단박인터뷰에서 여당이 PD수첩 제작진을 쇠고기 청문회에서 증인채택에서 제외함으로써 쇠고기 국정조사 증인은 끝이 났다고 했다. 또한 증인 문제나 외교통상부가 관련 문서를 고의적으로 제출하지 않는 점 때문에 청문회가 늦어지고 있다며 정부를 비판하기도 했다.
2007년 12월 미국산 쇠고기 관련 대책 검토 보고서를 증거로 김기현 한나라당 의원이 "노무현 정부가 대선 직전까지 한미 쇠고기 협상에 대한 정치적 타결의 불가피성을 인정했고 OIE 기준 수용 등의 로드맵을 마련했다" 라고 주장하는 것에 대해 '설거지론'은 현 정부의 책임을 회피하려는 것일 뿐이라고 비판, "PD 수첩이 오역으로 인해 법적 책임을 진다면, 오역으로 불리하게 협상을 한 농림수산식품부도 책임을 져야 한다."고 하였다.

강기갑 의원은 2008년 4월 이후 벌어진 미국산 쇠고기 수입 논란과 관련한 촛불 시위에도 자주 모습을 드러내었으며, 이와 관련한 주제를 다룬 100분 토론에도 참석하였다.
2008년 7월 국정감사 기간 중 국정조사특별위원회 위원으로 활동하였다. 2008년 7월 민주노동당 당 최고위원에 선출되었다가 민주노동당 당대표가 되었다. 또한 같은 달, 국회 예산결산특별위원회 위원과 국회 국토해양위원회 위원을 겸임하였다.

#### 한미 FTA 반대 운동
국회 입성 시 국토 해양위원회와 국회 예결특별위원회 위원으로 활동하였으며, 한미 FTA를 반대하는 운동에 동참하였다.
그 해 5월 28일 민주노동당의 18대 국회 원내대표에 피선되었다.
6월 야당 3당의 한미 FTA 재협상 선언까지 국회등원 거부, 18대 국회 개원 불참 등의 합의에 참석하였다. 7월 민주노동당 당 대표 선거에 출마하여 전 민주노총 위원장 이수호 후보를 제치고 당선되어 당 대표를 지냈다.
2008년 12월에는 FTA 관련 날치기 통과에 반대, 항의하다가 한나라당이 일방적으로 통과시키려 하자 국회 사무총장실에 들어가 당시 국회사무총장 박계동과 여타 의원들의 단독처리에 반발, 항의하는 과정에서 촬영된 스틸 사진이 언론에 보도되어 이슈가 되었다. 이때 그는 입구에서 뛰어서 단상으로 날아갔는데, 그가 공중에 점프하는 순간의 사진이 촬영되어 화제가 되었다.

### 통합진보당 활동
2011년 12월 민주노동당과 국민참여당이 합당하여 통합진보당이 창당되자 통합진보당의 창당에 참여하고 통합진보당 원내대표가 되었다가 물러났다. 그뒤 통합진보당 당내 구 당권파와 신 당권파 간 파쟁이 발생하자, 제3세력으로서 통합진보당의 비상대책위원장이 되어 당내 갈등과 분쟁을 수습, 조정하려 노력했다.
2012년 5월 통합진보당 비상대책위원장이 되고, 7월 통합진보당 당대표로 선출되어 당의 내분과 외부의 반발을 수습하려 했으나 권태홍사무총장 임명과 관련된 갈등, 비례대표국회의원 문제와 관련된 갈등 등 당내 계파간의 깊은 골은 해소되지 않았다. 결국 단식까지 불사하며 이를 수습하고자 했으나 뜻을 이루지는 못했고, 마침내 2012년 9월 당직에서 물러나고 탈당하였다. 현재는 본업으로 돌아가 고향인 경상남도 사천에서 매실농장을 경영하고 있다.

### 농부 복귀
이후 무소속으로 농부 일을 하고 있으나, 정의당에 애정을 가지고 무소속으로서 선대위원장을 역임하는 등 당을 종종 돕고 있다.

## 약력
- 1971년 사천농업고등학교 졸업
- 1987년 ~ 1991년 가톨릭농민회 경상남도 연합회장
- 1988년 한겨레신문 사천군 지국장
- 1988년 가톨릭농민회 경남사천군 협의회장
- 1989년 ~ 1991년: 전국농촌총각결혼대책위원회 위원장
- 1990년: 사천군 농민회 창립 발기인
- 1996년: 사천시 농민회장, 전국농민회총연맹 부회장
- 1999년 ~ 2000년: 전농 부의장, 전농 농가부채대책위원장
- 2000년 ~ 2003년: 전농 경남도연맹 의장, 전농 협동조합개혁위원장
- 2001년: 사천농협 이사
- 2001년 ~ 2003년 사천농협 감사
- 2004년 전국농민회총연맹 부의장, 가톨릭농민회 감사
- 2004년 ~ 2008년: 민주노동당 비례대표 국회의원
- 2007년 ~ 2011년: 4년 연속 경실련 국정감사 우수 의원
- 한·코스타리카의원친선협회 회장
- 민주노동당 원내대표
- 2008년 ~ 2010년 7월: 민주노동당 당 대표
- 2008년 ~ 2012년: 민주노동당 사천시 지역구 국회의원
- 2011년 12월 ~ 2012년 5월: 통합진보당 원내대표

## 국회의원 활동

### 17대 국회
제 17대 국회 (2004-2008) 4년 임기 동안 총 45건의 의안을 발의하였다. 이중 1인 발의한 의안은 총 0건이다.
- 한미 FTA 반대 단식활동(28일)[11]
- 경제력을 잃은 농민 지원 적극 주장
- 기타 비정규직 차별철폐, 이라크 전쟁 반대 등 민주노동당 활동

### 18대 국회
제 18대 국회 (2008-2012) 4년 임기 동안 총 23건의 의안을 발의하였다. 이중 1인 발의한 의안은 총 0건이다.
- 이명박 정부의 미국산 쇠고기 수입재개 협상이 굴욕적이라며 이에 대한 반대활동을 벌이고 있다. 또한, 한미 쇠고기 협상 반대 시위에 적극 참가하고 있다.
- 민주노동당 당대표, 원내 대표
- 하나회 신군부 출신 모 인사의 국회의장 추대를 반대[12][13] 하여 무산시켰다.

## 상훈 경력
- 2007년 경실련 국정감사 우수 국회의원
- 2008년 제10회 백봉신사상 신사의원상
- 2008년 경실련 국정감사 우수 국회의원
- 2009년 경실련 국정감사 우수 국회의원
- 2010년 경실련 국정감사 우수 국회의원
- 2011년 우수 국회의원연구단체 시상식 우수상

## 가족 관계
- 아버지: 강진규(姜振圭, ? - 2005년)
- 어머니: 김점이(金点伊)
- 어머니: 한경애(韓敬愛)
  - 형: 강기인
  - 형: 강기성
  - 동생: 강기학
  - 누이: 강일남
  - 누이: 강숙남
  - 누이: 강정남
  - 누이: 강기연
- 부인: 박영옥
  - 아들: 3남
  - 딸: 1녀

## 에피소드

### 유행
흰 두루마기에 긴 수염이 그의 트레이드 마크이자 상징처럼 조명되었다. 일각에서는 그의 얼굴을 영화 반지의 제왕에 나오는 간달프와 비교하여 '강달프'라 부르기도 했다. 또한 한국방송공사(KBS)의 개그콘서트는 2009년부터 2010년까지 남녀 역차별에 대한 몇몇 사회적 분위기를 소재로 한 코너 남성인권보장위원회(약칭 남보원)에서 그의 모습을 패러디한 캐릭터를 방영하기도 했다.

### 사전 선거 의혹과 법원의 판결
강기갑 의원은 18대 총선 전인 2008년 3월 8일 총선 기간 중 비당원이 참석한 민주노동당 경남도당 주최로 사천실내체육관에서 '당원필승결의대회'를 열었으며 이것을 이유로 사전 선거운동 혐의를 받아 검찰에 기소되었다. 검찰에게서 벌금 300만원을 구형받았으나, 1심 판결에서는 결국 벌금 80만원을 선고받아 의원직을 유지할 수 있게 되었다. 이 판결을 두고 민주노동당 측은 "이명박 정권의 이방호 정계복귀 시나리오는 좌초됐다"라고 발표하였다. 그러나 80만원 판결에 대하여 검찰은 형량이 지나치게 낮은 점을 이유로 들어 이 판결에 대해 불복하고 받아들일 수 없다는 의사를 발표한 뒤 항소를 제기하였다. 이와 함께 총선 당시 강기갑의 선거사무소 사무장 조수현에 대한 벌금 250만원 판결에 대해서도 항소했다.

### 국회 내 농성과 부상, 폭력 논란
2008년 12월 26일 민주당 의원들의 본회의장 농성이 있었을 때부터 강기갑 대표도 농성에 함께 참가하였다. 그러던 와중에 2009년 1월 5일 민주당이 본회의장 앞 로텐더홀 농성을 해제하고, 민주노동당 당직자들만 남은 가운데 국회 사무처에서 경위들을 동원하여 농성 해제에 나섰고 이 와중에서 당직자들이 연행되어 가고 다치는 불상사가 발생하였다. 의장실 앞에서 실랑이를 벌이던 중에 그도 심한 손가락 골절을 당했고, 이에 항의의 뜻을 표하려 국회 사무총장실을 찾았으나 사무총장이 없자 안에 들어가서 집기를 부수고 책상을 걷어차는 등의 소란을 벌였다. 이와중에 강기갑이 책상 위에 올라가 뛰는 모습이 찍힌 사진이 마치 공중부양 한 것 같이 나와 '공중부양 강기갑'이라는 별명이 생기기도 하였다. 이에 대해 박계동 국회 사무처장은 특수공무집행방해, 모욕죄, 폭력죄 등으로 고발하려 한다고 발언하였으며, 한나라당의 안경률 사무총장은 강기갑 의원을 '폭력 주범'으로 규정하고 국회의원에서 제명하겠다는 발언을 하였다. 그리고 한나라당은 이 사건에 대하여 검찰에 고발하고, 의원직 사퇴를 결의하였다.
강기갑은 2009년 1월 6일, 국회 사무총장을 찾아 유감을 표명하면서, "당 대표로 넘어서는 안되는 과한 행동을 한 것이 사실"이라고 말하였다. 그러나 박계동 국회사무총장에게 유감은 없으며, 공개사과할 의향은 없다고 밝혔다. 한편 이에 대해 민주노동당 측은 궁극적으로 먼저 부상당한 강기갑 의원이 피해자이며, 국회사무처와 한나라당이 민주당의 폭력 행위에 대해선 별다른 말이 없으면서 유독 강기갑 대표에게 공격하는 것에 대해 정치적 배경이 있지 않느냐는 비판을 하였다. 추가적으로 강 의원은 2009년 1월 '미디어법' 강행 처리를 반대하며 국회에서 농성하던 중 국회의장이 국회 경위 등을 동원해 민노당 당직자들을 강제해산시키자 국회 사무총장실에서 공중부양을 하며 난장판을 만들고 방호원 멱살을 잡는 등 폭력사태를 벌이면서 강하게 항의했다가 국회 업무를 방해한 혐의(공무집행방해 등)로 기소되어 항소심에서 벌금 300만원을 선고 받았다.

### 복장과 유머
강기갑은 항상 한복에 수염을 기르고 다닌다. 평소에 이런 차림으로 다니는 것은 물론, 국회에도 이런 차림으로 등원한다.
이에 대해 강기갑은 홈페이지를 통해 '농촌총각 결혼 대책위원회' 활동 당시 "농촌총각의 첫 번째 쌍을 결혼 시킬 때까지는 머리카락과 수염에 손을 대지 않겠다"는 결의를 했다고 설명하고 있다. 이후 100쌍이 넘는 농촌총각 결혼을 성사시켰지만, 긴 수염은 깎지 않고 있다. 본인도 18대 총선 홍보 동영상에서 스스로를 '털보 강기갑'이라고 표현하였다. 그러나 2012년에 있던 19대 총선 선거운동 당시 낮은 지지율 극복과 변화의 모습을 보여주기 위해 수염을 깎았다.
다만, 한복 차림의 복장은 때에 따라 입지 않을 때도 있다. 18대 총선을 치를 당시, 사천시 유세에서 청바지 차림으로 활동한 바도 있다.

### 개그콘서트 풍자와 남보원
개그콘서트의 코너 남성 인권 보장 위원회(약칭 남보원)에서는 강기갑의 옷차림을 따라하여 박성호가 비슷한 머리에 수염을 붙인 후 한복을 입고 "살림살이 좀 나아지셨습니까?"라는 권영길의 멘트를 차용하여 유행어로 만든 것으로 유명하다. 강기갑은 이런 개그콘서트의 장점을 살려 2010년 1월 30일에는 남보원을 직접 패러디하여 박성호가 연기하는 자신의 역할을 직접 맡아 '서민인권보장위원회'를 열어 화제를 불러 일으켰다.

## 평가와 비판
- 2006년 자택에서 찍힌 양주병 사진에 대해 "강 대표 스스로 우리나라 농민 대변자를 자임하고 있는데다 FTA에 대한 극렬 반대자인 만큼 그가 양주를 밥상에 올린다는 것은 평소 강하게 주창해 온 신념과 배치되는 행동이라는 것"이라며 누리꾼들의 비판이 있다는 보수신문의 보도가 있었다. 이에 대해 "포도주를 담근 것일 뿐이다."라고 반박했다.[32]
- 2010년 8월, 국회의원직을 한 번만 하더라도 60세 이후에 매월 120만원을 지급하는 '대한민국 헌정회 육성법 개정안'이 통과되어 국민들의 분노를 사던 가운데 항상 '서민'을 외치던 강기갑에 실망한 사람들의 비판이 거셌다. 강기갑은 자신의 트위터에 올라온 질문에 "사실은 내용 파악 못했어요"라며 해명했다.[33] 이 개정안에 반대한 사람은 국회의원 299명중에 단 두 명 뿐이었다.

## 기타
미국의 하원 의원 마이클 미쇼드는 미국 의원 중 한미 FTA 반대운동을 주도한 인물로 그가 한·미 FTA를 워낙 강하게 반대해 버락 오바마 대통령이 2011년 11월 백악관으로 직접 불러서 설득을 시도했다. 그러나 달변가인 버락 오바마의 설득은 실패하고 만다.
마이클 미쇼드는 한·미 FTA를 가장 선두에서 반대한 데다 중앙 정치 무대에 진출하기까지의 인생 역정이 통합진보당 강기갑 전 대표와 흡사해 FTA 비준 정국에서 '미국의 강기갑'이라고도 불렸다.

## 역대 선거 결과
|  | 13.03% |

|  | 47.69% |

|  | 24.05% |

## 소속 정당
| 소속 정당 | 소속 정당    | 소속 기간 | 비고           |
| --------- | ------------ | --------- | -------------- |
|           | 민주노동당   | 2000~2011 | 창당 정계 입문 |
|           | 통합진보당   | 2011~2012 | 합당           |
|           | 무소속       | 2012~2023 | 탈당 정계 은퇴 |
|           | 한국농어민당 | 2023~현재 | 입당           |

## 같이 보기
- 대한민국 제17대 국회의원 선거 민주노동당 후보 목록#비례대표
- 사천시 (선거구)
- 사천시의 국회의원